# Castel Volturno

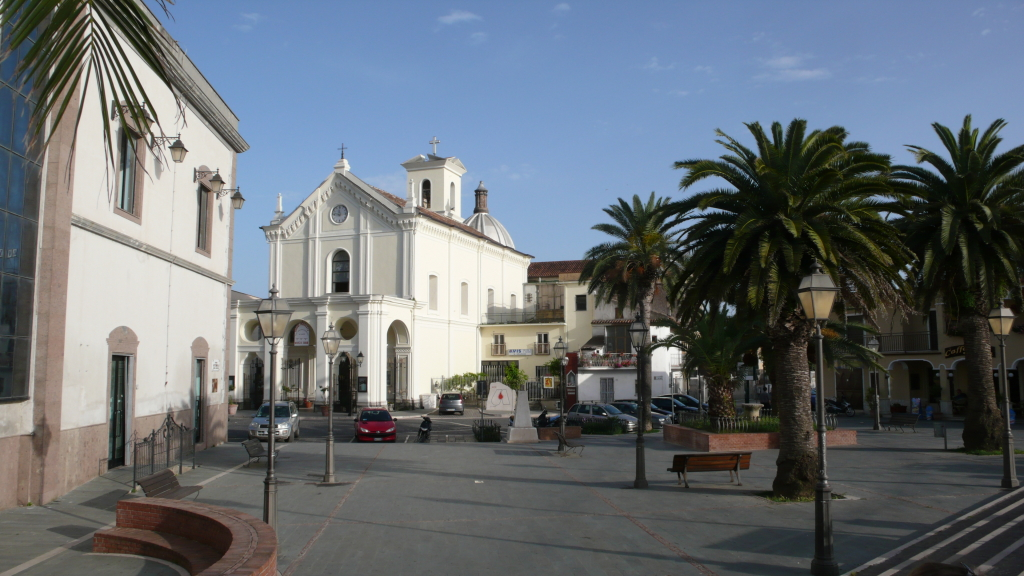
Centrum van Castel Volturno

Castel Volturno is een gemeente in de Italiaanse provincie Caserta (regio Campanië) en telt 21.444 inwoners (31-12-2004). De oppervlakte bedraagt 72,2 km², de bevolkingsdichtheid is 259 inwoners per km².

## Geografie
De volgende frazioni maken deel uit van de gemeente: Bagnara, Baia Verde, Borgo Domizio, Destra Volturno, Ischitella, Scatozza, Seponi, Villaggio Coppola, Villaggio del Sole.
Castel Volturno grenst aan de volgende gemeenten: Cancello e Arnone, Giugliano in Campania (NA), Mondragone, Villa Literno.

## Demografie
Castel Volturno telt ongeveer 9810 huishoudens. Het aantal inwoners steeg in de periode 1991-2001 met 23,1% volgens cijfers uit de tienjaarlijkse volkstellingen van ISTAT.
| Jaar | Inwonertal |
| ---- | ---------- |
| 1991 | 15.140     |
| 2001 | 18.639     |